# Comuna Stepanivka, Teplîk
Stepanivka (în ucraineană Степанівка) este o comună în raionul Teplîk, regiunea Vinnița, Ucraina, formată din satele Karabelivka, Markivka, Stepanivka (reședința) și Vajne.

## Demografie
Componența lingvistică a satului Stepanivka
     Ucraineană (98,7%)
     Alte limbi (1,06%)
Conform recensământului din 2001, majoritatea populației satului Stepanivka era vorbitoare de ucraineană (98,7%), existând în minoritate și vorbitori de alte limbi.